# Przemysław Żołnierewicz
Przemysław Żołnierewicz (ur. 3 lipca 1995 w Pasłęku) – polski koszykarz występujący na pozycji rzucającego obrońcy lub niskiego skrzydłowego, reprezentant kraju, od 2023 zawodnik Kinga Szczecin.
Trenował w GTK Gdynia od 2008. W rozgrywkach seniorskich zadebiutował w sezonie 2011/2012, gdy z GTK grał w III lidze (zwanej wówczas rozgrywkami o awans do II ligi). Od sezonu 2012/2013 grał z tym klubem w II lidze. Od sezonu 2013/2014 Żołnierewicz był także zawodnikiem Asseco Gdynia, w którym w debiutanckim sezonie w Polskiej Lidze Koszykówki rozegrał 28 spotkań, w których zdobywał średnio po 2 punkty i 1 zbiórkę na mecz.
W 2013 wystąpił w reprezentacji Polski do lat 18 w dywizji B mistrzostw Europy w tej kategorii wiekowej. Polska wywalczyła wówczas awans do dywizji A, a Żołnierewicz zdobywał podczas tej imprezy średnio po 10,9 punktu, 5,1 zbiórki i 2,5 asysty na mecz. Wcześniej w tym samym roku został mistrzem Polski w tej kategorii wiekowej, zdobywając tytuł MVP turnieju finałowego.
W sierpniu 2018 podpisał roczny kontrakt z BM Slam Stalą Ostrów Wielkopolski.
17 czerwca 2020 został zawodnikiem Asseco Arki Gdynia. 
1 czerwca 2021 dołączył do Zastalu Enea BC Zielona Góra. 24 sierpnia 2023 podpisał kontrakt z Suzuki Arką Gdynia. 13 listopada 2023 zawarł umowę z Kingiem Szczecin.

## Osiągnięcia
Stan na 18 czerwca 2024, na podstawie, o ile nie zaznaczono inaczej.

### Drużynowe
Seniorskie
- Wicemistrz Polski (2024)[12]
- Zdobywca Pucharu Polski (2019)[13]
- Finalista Superpucharu Polski (2019)[14]

Młodzieżowe
- Mistrz Polski juniorów (2012, 2013)
- Wicemistrz Polski juniorów starszych (2015)
- Brązowy medalista mistrzostw Polski:
  - U–16 (2010)
  - U–20 (2012)

### Indywidualne
Seniorskie
- Najlepszy w obronie EBL (2023)[15]
- Największy postęp EBL (2023)[16]
- Najlepszy Młody Zawodnik PLK (2016)
- MVP kolejki EBL (9 – 2019/2020, 2, 6, 9, 14 – 2020/2021, 16, 20 – 2022/2023)[17][18][19][20][21][22]
- Zaliczony do I składu:
  - sezonu EBL (2023)[23]
  - kolejki EBL/OBL (2, 6, 9, 14 – 2020/2021, 4, 7, 16, 19, 20, 23 – 2022/2023, 11 – 2023/2024)[24][25][26][27][28][29][30][31][32][33]

Młodzieżowe
- MVP mistrzostw Polski juniorów (2013)
- Zaliczony do I składu mistrzostw Polski:
  -     - juniorów (2013)
    - juniorów starszych (2015)
- Lider:
  - strzelców mistrzostw Polski juniorów (2013)
  - w zbiórkach mistrzostw Polski juniorów starszych (2015)

### Reprezentacja
- Wicemistrz Europy U–18 dywizji B (2013)
- Uczestnik mistrzostw Europy U–20 (2015 – 14. miejsce)
- Reprezentacja seniorska (2022)

## Statystyki
| Sezon     | Drużyna                    | M  | S5 | MPG  | FG%   | 3P%   | FT%   | RPG | APG | SPG | BPG | PPG  |
| --------- | -------------------------- | -- | -- | ---- | ----- | ----- | ----- | --- | --- | --- | --- | ---- |
| 2012/2013 | GTK Gdynia (II liga)       | 15 |    | 31,7 | 48,1% | 34,8% | 72,1% | 5,0 | 1,5 | 1,0 | 0,2 | 12,4 |
| 2013/2014 | GTK Gdynia (II liga)       | 8  |    | 26,4 | 52,3% | 16,7% | 73,8% | 6,3 | 2,5 | 1,6 | 1,1 | 15,4 |
| 2013/2014 | Asseco Gdynia (PLK)        | 28 | 0  | 7,4  | 46,5% | 27,3% | 80,0% | 1,0 | 0,3 | 0,3 | 0,0 | 2,0  |
| 2014/2015 | Asseco Gdynia (PLK)        | 33 | 2  | 13,5 | 40,7% | 27,6% | 68,6% | 1,9 | 0,7 | 0,4 | 0,2 | 4,4  |
| 2014/2015 | Asseco II Gdynia (II liga) | 9  |    | 28,3 | 50,4% | 21,4% | 77,3% | 7,6 | 2,8 | 2,0 | 0,7 | 18,7 |
| 2015/2016 | Asseco Gdynia (PLK)        | 30 | 30 | 28,1 | 48,8% | 34,1% | 64,2% | 4,2 | 2,1 | 0,9 | 0,3 | 9,8  |
| 2016/2017 | Asseco Gdynia (PLK)        | 32 | 29 | 28,4 | 45,4% | 34,2% | 78,1% | 3,8 | 2,4 | 0,9 | 0,4 | 12,4 |